# Slaget om vestlige Hubei
Slaget om vestlige Hubei (traditionel kinesisk: 鄂西會戰; forenklet kinesisk: 鄂西会战; pinyin: È Xī Huìzhàn), var en af de 22 større sammenstød mellem Den nationale revolutionshær og Kejserlige japanske hær under den 2. kinesisk-japanske krig. Det var et af de fire store slag der fandt sted i Hubei. Slaget resulterede i en strategisk kinesisk sejr, selvom de mistede flere styrker end japanerne.